# Alexander Dennis Enviro500

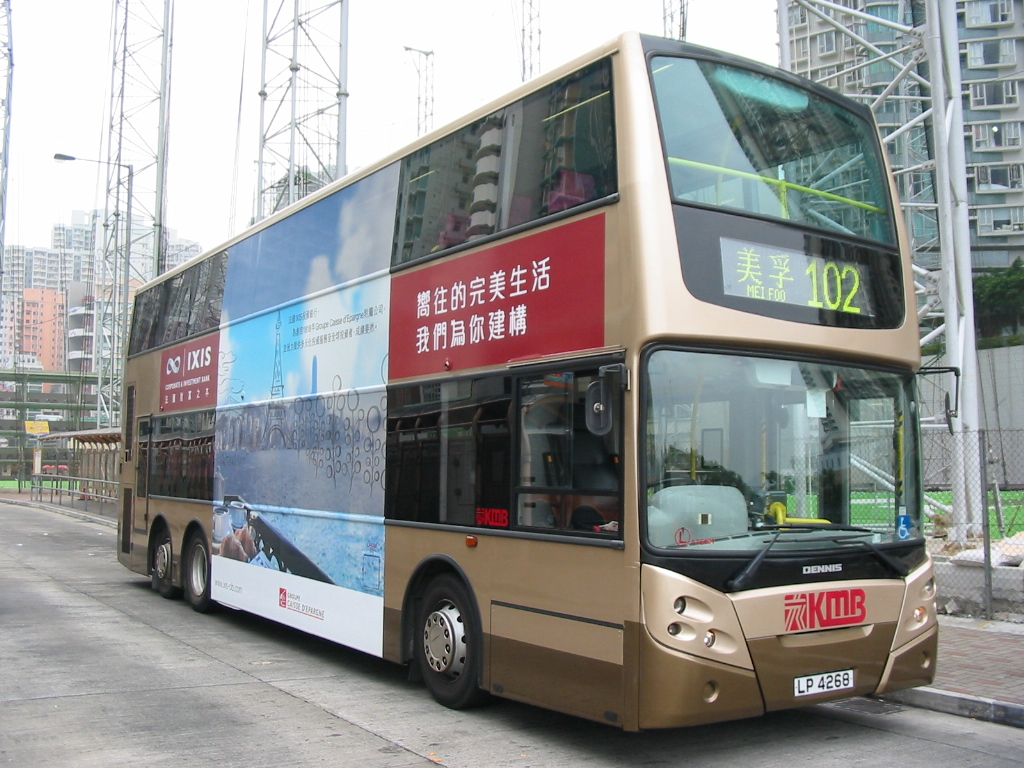
TransBus Enviro500 auf Dennis Trident E500 in Hongkong

Der Alexander Dennis Enviro500 (ursprünglich TransBus Enviro500) ist eine dreiachsige Doppeldeckerbus-Modellreihe, der vom schottischen Unternehmen Alexander Dennis (vormals TransBus) hergestellt wird.

## Geschichte

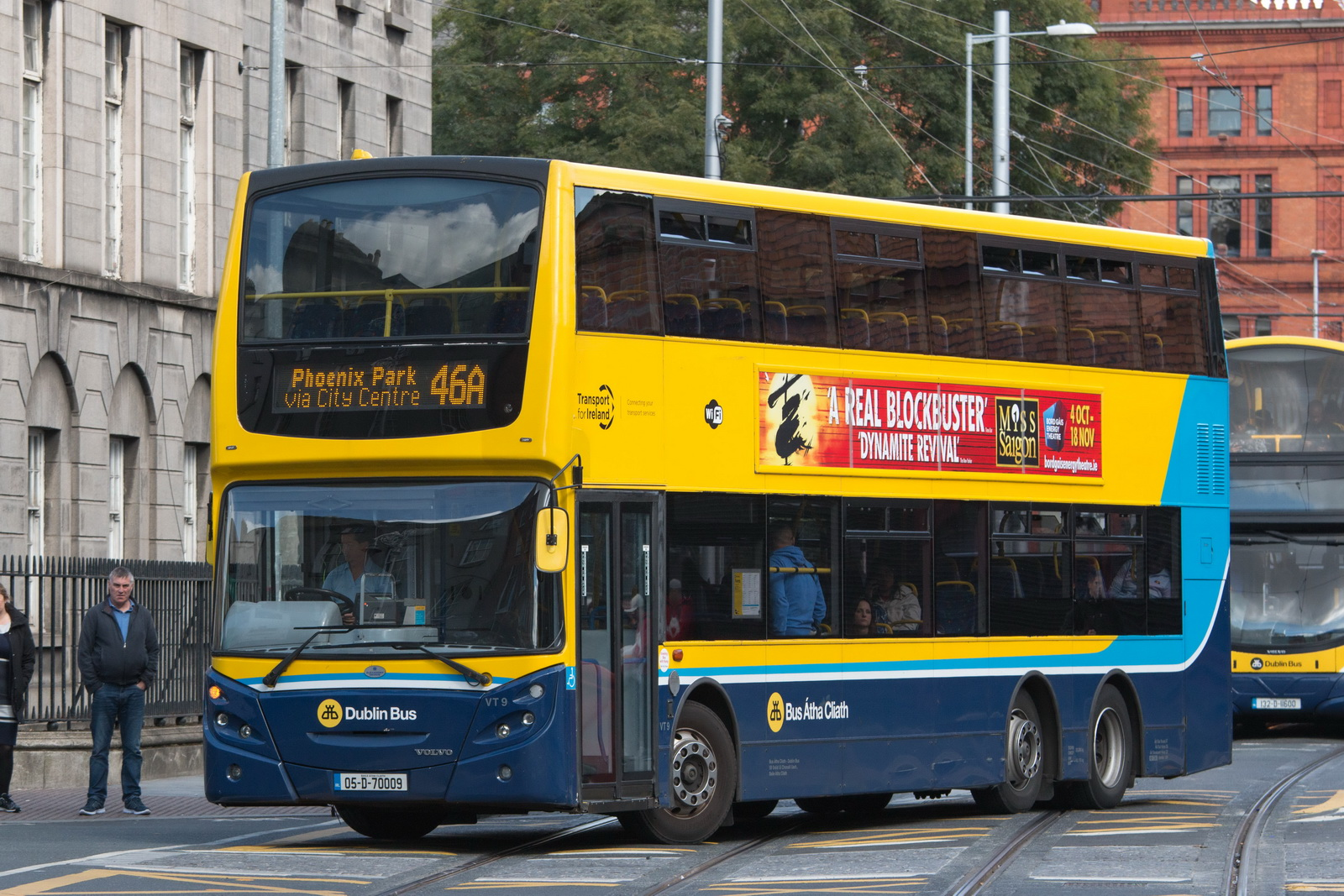
Enviro500 auf Volvo B9TL-Chassis in Dublin

Das Modell ergänzt den zweiachsigen Enviro400 nach oben. Er wurde zunächst von TransBus seit 2002 als Karosserie für Volvo-Chassis oder als kompletter Bus auf dem hauseigenen Dennis Trident E500-Chassis angeboten. Seit 2012 wird die zweite Generation angeboten. Hier wurde die Karosserie optisch zunächst dem Enviro400 und später dem Enviro400 MMC angeglichen, seitdem wird das Modell auch als Alexander Dennis Enviro500 MMC vermarktet. Diese Generation wird nur noch als kompletter Bus auf dem eigenen Trident E500 Turbo-Chassis angeboten. Die Montage der Karosserie findet jedoch teilweise im Zielland statt. Die Produktion der ersten Generation wurde 2014 eingestellt. Für den nordamerikanischen Markt ist eine vollelektrische Variante im Angebot (Enviro500EV Charge).

## Einsatz im deutschsprachigen Raum
Die für die Berliner Verkehrsbetriebe (BVG) vorgesehene Variante der zweiten Generation hat einen 6-Zylinder-Dieselmotor mit einer Leistung von 260 kW. Der Bus bietet 128 Fahrgästen Platz, davon 78 auf Sitzplätzen. Ein Monitor an der Treppe zeigt die freien Plätze im Oberdeck an.

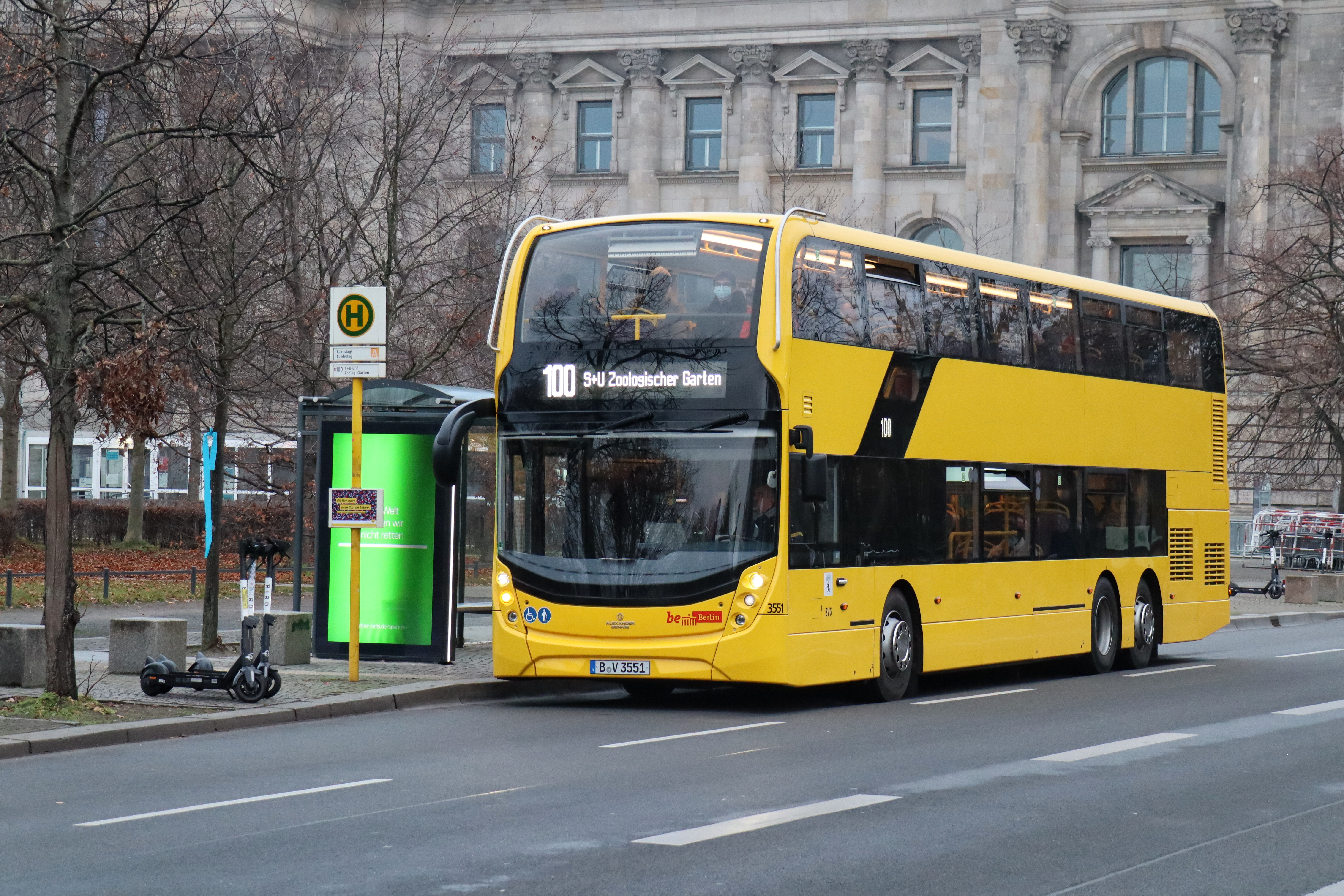
Alexander Dennis Enviro500 der BVG

Auch bei der schweizerischen PostAuto AG ist dieser Bustyp im Einsatz.

## Singapur

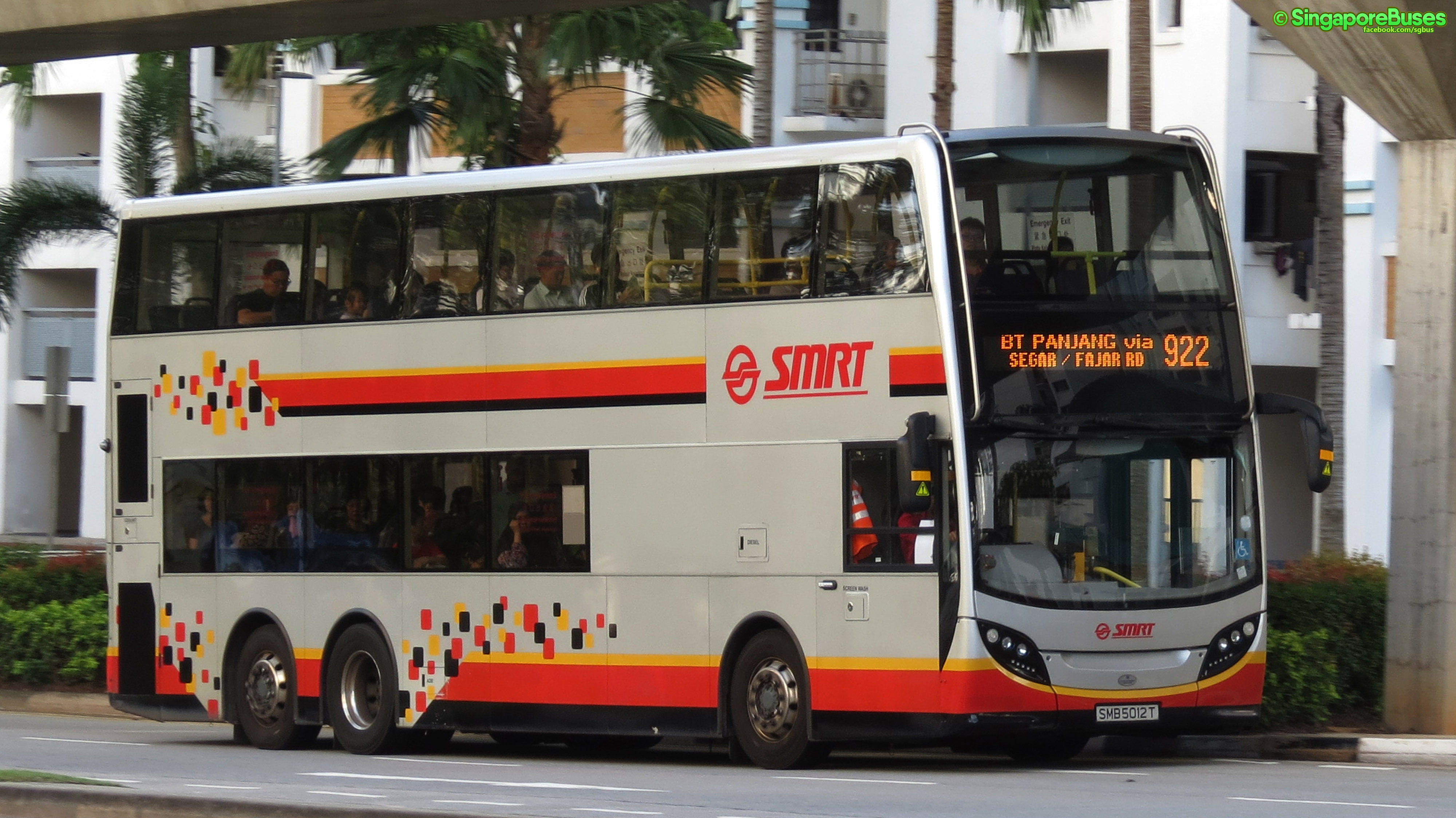
SMRT Buses Enviro500 der zweiten Generation

SMRT Buses bestellte zunächst 103 Enviro500-Doppeldecker für die Lieferung im Jahr 2014, aber die Bestellung wurde auf insgesamt 201 erweitert, mit zusätzlichen 98 Bussen, die für das Bus Service Enhancement Program (BSEP) der Land Transport Authority (LTA) verwendet werden sollen. Am Sonntag den 13. Juli 2014 nahmen die ersten Doppeldecker den Dienst auf der Linie 972 auf. Diese Busse wurden auf den Linien 61, 67, 106, 169, 172, 176, 180, 184, 187, 188, 189, 190, 300, 301, 302, 700/700A, 800, 804, 806, 807, 811, 812, 851, 854, 856, 857, 859, 860, 883, 900, 901, 901M, 902, 903, 903M, 911, 912, 913, 913M, 925M, 960, 961/961M, 962, 963, 964, 965, 966, 969, 971, 972, 972M, 973, 975, 979, 980, 981, 983, 985 und 991, die auch kurvenreiche Strecken einschließen, wobei aufgrund von Sicherheitsbedenken zwischen 2014 und 2020 bestanden. Die SMRT Corporation kaufte auch Doppeldeckerbusse mit Volvo B9TL und MAN ND323F Fahrwerken.
Als Teil des Bus-Contracting-Modells wurden im Mai 2016 einige der Enviro500 im Rahmen des Bulim-Buspakets an Tower Transit Singapore übergeben. Diese Busse wurden in die satte grüne Lackierung umlackiert. Im September und Oktober 2021 wurden im Rahmen des Sembawang-Yishun-Buspakets weitere Einheiten von Enviro500 an Tower Transit übergeben. Ein Modell des neu gestalteten 13 Meter langen Enviro500 MMC-Konzeptbusses mit drei Türen und zwei Treppen wurde ebenfalls für die Land Transport Authority gebaut. Am 26. Oktober 2021 wurden die ersten dreitürigen Enviro 500 des Loses von 50 auf SBS Transit Service 974 und SMRT Buses Service 190 in Dienst gestellt. Diese Busse sind mit Mercedes-Benz OM936LA-Dieselmotoren anstelle der Cummins-Motoren früherer Serien ausgestattet und sind im Vergleich zu den früheren MAN-Doppeldeckern in vollständiger Niederflurbauweise gebaut. Bei ihrem Dienstdebüt traten bei allen drei Bussen verschiedene mechanische Probleme auf, darunter eine Überhitzung der Motoren und Probleme mit dem Luftdruck und den Mitteltüren. Diese dreitürigen Doppeldeckerbusse wurden auf den Linien 23, 37, 107, 190, 854, 854e, 857 und 974 auf ADL Enviro500 sowie 3, 62, 68, 83, 97, 97e, 106, 118, 119, 189, 197, 243W, 333, 334, 518, 657, 900, 941, 974, 983 und 990 für MAN A95.

## Betreiber
- Chile: Red Metropolitana de Movilidad
- Deutschland: Berliner Verkehrsbetriebe (BVG)
- Hongkong: Kowloon Motor Bus, Long Win Bus, Citybus, MTR Corporation New World First Bus
- Irland: Dublin Bus
- Kanada: BC Transit, GO Transit, OC Transpo, Strathcona County Transit, Coast Mountain Bus Company
- Mexiko: Metrobús
- Malaysia: Rapid KL
- Singapur: SMRT Corporation
- Schweiz: PostAuto, Transports publics de la région lausannoise (tl)
- Vereinigte Staaten: AC Transit, Gray Line Worldwide, Community Transit, Hele-On, RTC Transit